# Drifting (G-Eazy)
Drifting è un singolo del rapper statunitense G-Eazy in collaborazione con Chris Brown e Tory Lanez, estratto come terzo singolo dal suo secondo album When It's Dark Out. Il singolo è stato pubblicato come singolo promozionale dell'album il 30 novembre del 2015, e successivamente come singolo ufficiale il 17 aprile del 2016.

## Classifiche
| Classifica (2015)         | Posizione massima |
| ------------------------- | ----------------- |
| Stati Uniti               | 98                |
| Stati Uniti (R&B/hip-hop) | 33                |